# Sphaerohelea biestroi
Sphaerohelea biestroi är en tvåvingeart som beskrevs av Gustavo R. Spinelli och Felippe-bauer 1990. Sphaerohelea biestroi ingår i släktet Sphaerohelea och familjen svidknott. Inga underarter finns listade i Catalogue of Life.